# Кастиљански дијалекат шпанског језика
Кастиљански шпански, обично се односи на разлике полуострвског шпанског који се говори у северној и централној Шпанији или као стандардни језик за радио и ТВ водитеље. У шпанском, термин кастиљански обично се односи на шпански језик или на средњовековни стари шпански језик, претходника савремене варијанте.
Шпански или кастиљански је иберијски романски језик и четврти је по броју говорника у свету. Један је од дијалеката који се широко говори у Шпанији а и у Латинској Америци. Постоји неколико различитих дијалеката Шпаније али је кастиљански највише истакнут. За Шпанце је кастиљански синоним за шпански језик.

## Историја
Кастиљански је матерњи језик Кастиљанаца. Настао је око VIII и IX века у северној Шпанији. Током реконкисте у средњем веку се проширио на југ и заменио је језике који су говорени. Током овог процеса кастиљански је примио многе црте тих језика који су се говорили на југу као на пример мозарапски и арапски.
То је језик који су конкистадори пренели на Нови Завет. Након ове прецедуре створен је хиспанофонски свет. Кастиљански је постао званични језик целе Шпаније. Постојали су покушаји потискивања регионалних језика од стране кастиљанског као званичног језика. Све се то дешавало током Франкове диктатуре (од 1939. до 1975).

## Речник
Значење неких речи може се у великој мери разликовати између оба дијалеката језика: carro се односи на аутомобил у неким латиноамеричким дијалектима али на шпанском су то колица. Понекад се појављују и родне разлике: el PC (персонални рачунар) у кастиљанском шпанском, la PC у латиноамеричком шпанском, због шире употребе галицизма ordenador (од l'ordinateur у француском ) за компјутере у кастиљанском, који је мушког рода, уместо латиноамеричке речи computadora, које је женског рода, од енглеске речи computer.
Исто тако, говорници другог дијалекта имају тенденцију да користе речи и учтиве изразе који, чак и ако је призната од стране РАЕ, нису у широкој употреби данас (неки од њих су чак сматрана за анахронизам) од говорника на кастиљанском шпанском. На пример, enojarse и enfadarse су глаголи са истим значењем (постати љут), enojarse се користи више у Америци него у Шпанији, а enfadarse више у Шпанији него у Америци.
| Кастиљански | Латиноамерички шпански | Превод на српски |
| ----------- | ---------------------- | ---------------- |
|             |                        | добро            |
|             |                        | сок              |
|             |                        | рачунар          |
|             |                        | глава            |

Унутар Шпаније, постоје многе регионалне варијанте шпанског, који се могу поделити у четири главне групе дијалекатских области:
- Северни шпански (северна обала, у долини река Ебро и Дуеро, у долини горњег Таха и горњег Хукара ). Дијалекти у овој области се понекад називају кастиљански шпански, али у ствари, то искључује прилично велики део историје у регији Кастиље и обухвата области које нису у њој;
- Прелазни простор између севера и југа (Екстремадура, Мурсија, Мадрид, Ла Манча). Дијалекти у овој области имају особине које су често повезане са андалузијијским. Екстремадура и Мурсија спадају у јужне варијације са андалузијским више него да се сматра као део прелазне области, од када се јужне особине прожима више;
- Андалузијски шпански (прича се у Андалузији, Сеути, Мелиљи и у Гибралтару);
- Канарски шпански (варијанта стандардног шпанског који се говори на Канарским острвима).

## Занимљивости
Неки од аутора који се баве језиком и лингвистиком сматрају да би сви Шпанци требало да користе име шпански језик, док би се кастиљански односио само на дијалекат који се говори у Кастиљи. Ти аутори користе као пример за свој аргумент, да се у Немачкој говори немачки, у Француској француски, итд.
Други, супротно томе тврде, да иако је кастиљански био под утицајем, током свог развоја, осталих језика који су се говорили (и данас се говоре) на пиринејском полуострву (баскијског на пример), да је много коректнија деноминација кастиљански, пошто је језик настао у Кастиљи те се после проширио на остале делове територије данашње Шпаније. Томе је умногоме помогла надмоћност Краљевине Кастиље над осталим тадашњим краљевинама, које су се развијале у Шпанији. Ови аутори користе као пример Уједињено Краљевство и друге земље у којима је енглески језик службени језик, а не веже се за име нације.